# Jeldos Achmetow
Jeldos Quanyschuly Achmetow (kasachisch Елдос Қуанышұлы Ахметов, russisch Елдо́с Куаны́шевич Ахме́тов; * 1. Juni 1990 in Dschambul, Kasachische SSR) ist ein kasachischer ehemaliger Fußballspieler.

## Karriere

### Verein
Achmetow begann seine Karriere beim kasachischen Zweitligisten Laschyn Karatau. Zur Saison 2009 wechselte er dann zu Ertis Pawlodar in die Premjer-Liga, wo er insgesamt 55 Spiele bestritt. Nach drei Spielzeiten bei Pawlodar wechselte Achmetow zum FK Taras, wo beim 1:0-Heimsieg gegen Sunkar Kaskelen am 18. März 2012 seinen Einstand gab.
Am 26. Juni 2013 unterschrieb er einen Vertrag beim FK Astana. Sein erstes Tor für den Verein erzielte Achmetow am 14. September 2013 beim 4:2-Heimsieg gegen Ertis Pawlodar. Am 17. Juli 2014 gab er sein Debüt in einem internationalen Vereinswettbewerb, als er in der zweiten Qualifikationsrunde in der Begegnung mit Hapoel Tel Aviv zu seinen ersten Europa-League-Einsatz kam; das Spiel endete mit einem 3:0-Sieg für Astana. Nachdem er mit Astana auch die dritte Qualifikationsrunde erfolgreich überstanden hatte, schied der Verein in den Play-offs gegen den FC Villarreal aus Spanien aus dem Wettbewerb aus. Am Ende der Saison 2014 konnte er mit dem FK Astana die kasachische Meisterschaft gewinnen.

### Nationalmannschaft
Sein Debüt in der kasachischen U-21-Nationalmannschaft gab Achmetow am 3. Juni 2011 im Qualifikationsspiel zur U21-Europameisterschaft gegen Rumänien (0:0). Insgesamt absolvierte er für das U-21-Team elf Spiele. Sein bisher einziges Spiel in der Kasachischen Fußballnationalmannschaft hatte er am 29. Februar 2012 im Freundschaftsspiel gegen Lettland (0:0), als er in der 46. Minute für Mark Gorman eingewechselt wurde.

## Erfolge
FK Astana
- Kasachischer Meister: 2014, 2015
- Kasachischer Supercupsieger: 2015

FK Qairat Almaty
- Kasachischer Pokalsieger: 2017, 2018
- Kasachischer Supercupsieger: 2017